# William Andersen III
William Andersen III és un politic de Labrador. Va representar el districte electoral de les muntanyes de Torngat a l'Assemblea legislativa de Terranova de l'any 1993 al 1996.
Fill d'Andrew Andersen i Christina Lampe, va néixer a Okkak Bay, Labrador. Es va casar amb Jan Woodford. Va ser un agent forestal des del 1979 al 1984. Va ser alcalde de Nain des del 1978 al 1984. Va ser president de l'Associació Inuit de Labrador des del 1984 al 1993.
Va ser escollit a l'assemblea provincial l'any 1993, guanyant per només tres vots després del recompte judicial. Andersen no es va presentar a les reeleccions del 1996. En desembre de l'any 2005, va ser nomenat president provisional al govern de Nunatsiavut, a Labrador. Va ser acusat d'agressió sexual i, per aquest motiu, va agafar una excedència el novembre de l'any 2008. Va ser declarat culpable però va obtenir la llibertat condicional l'any 2010.